# Mitterdorf (Kaltern)

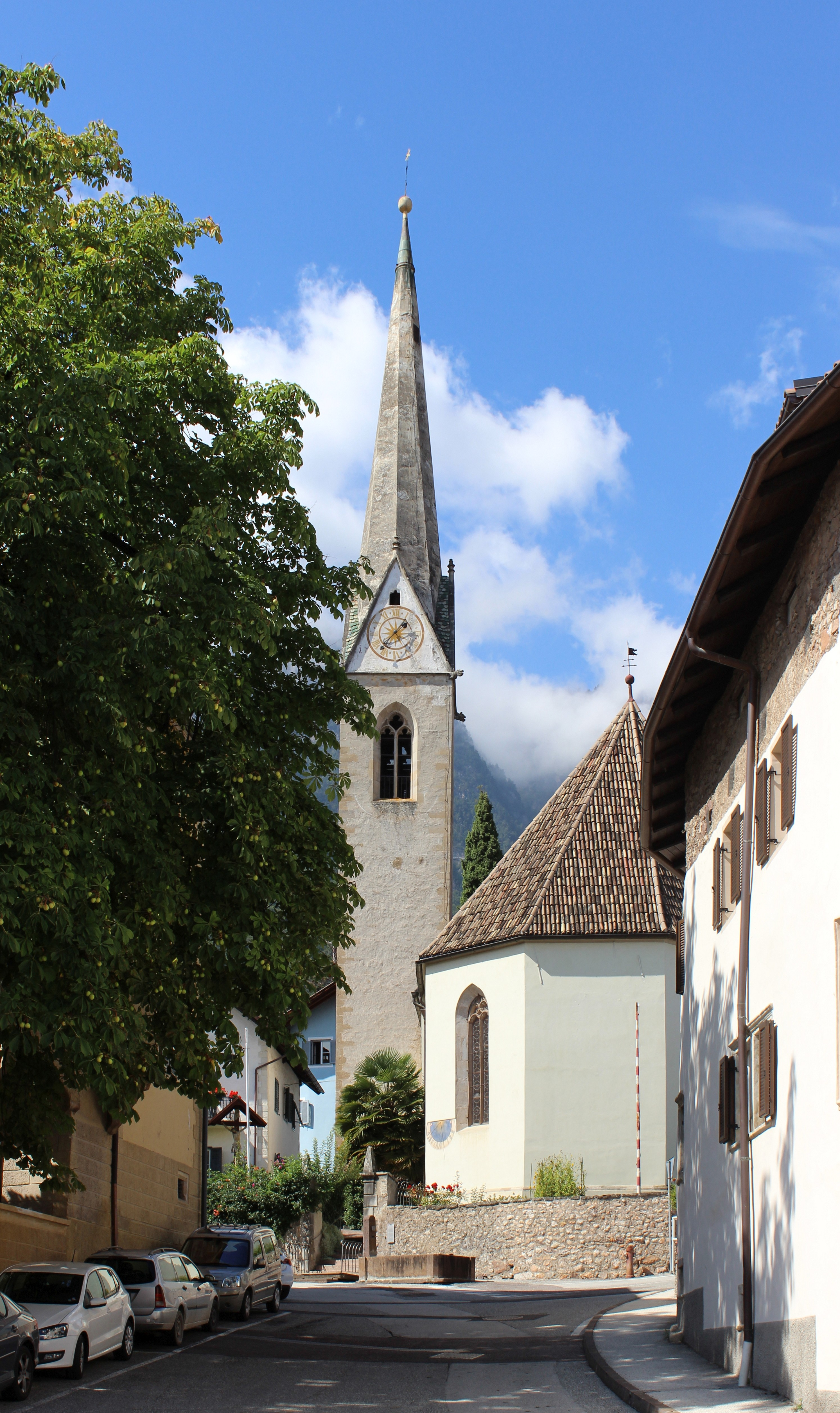
St. Katharina in Mitterdorf

Mitterdorf (italienisch: Villa di Mezzo) ist ein Ortsteil der Gemeinde Kaltern im Südtiroler Überetsch. Er befindet sich auf 477 m s.l.m. am Hang etwas oberhalb des Gemeindezentrums Dorf. Bis zum 13. Jahrhundert hieß der Ortsteil noch Broilum, was auf langobardischen Ursprung zurückgehen könnte. Daraus wurde später die Bezeichnung Brühl.
Im historischen Ortszentrum befinden sich einige Ansitze, unter denen zwei herausragen: Schloss Kampan (auch Campan), von Conzius von Campan im gotischen Stil um 1268 errichtet und heute im Besitz der Grafen von Enzenberg, sowie Schloss Sallegg, im 16. Jahrhundert von den Herren von Sall erbaut und seit 1851 im Besitz der Grafen von Kuenburg. Beide sind noch heute bewohnt und können somit nur von außen betrachtet werden.
Die Kirche von Mitterdorf ist der Hl. Katharina geweiht und wurde zwischen 1517 und 1520 errichtet. Das Gotteshaus im gotischen Stil birgt im Inneren wertvolle Wandbilder der Bozner Schule (1414) und einen sehr schönen Seitenaltar mit spätgotischen Heiligenfiguren.

## Persönlichkeiten
- Karl Josef Klotz (1878–1967), Abt von St. Peter, kam im Haus Mitterdorf Nr. 69 als Sohn des Schmieds Johann Klotz auf die Welt.